# Callopisma rufa
Callopisma rufa is een keversoort uit de familie glimwormen (Lampyridae). De wetenschappelijke naam van de soort werd voor het eerst geldig gepubliceerd in 1790 door G.A. Olivier.